# Katapult

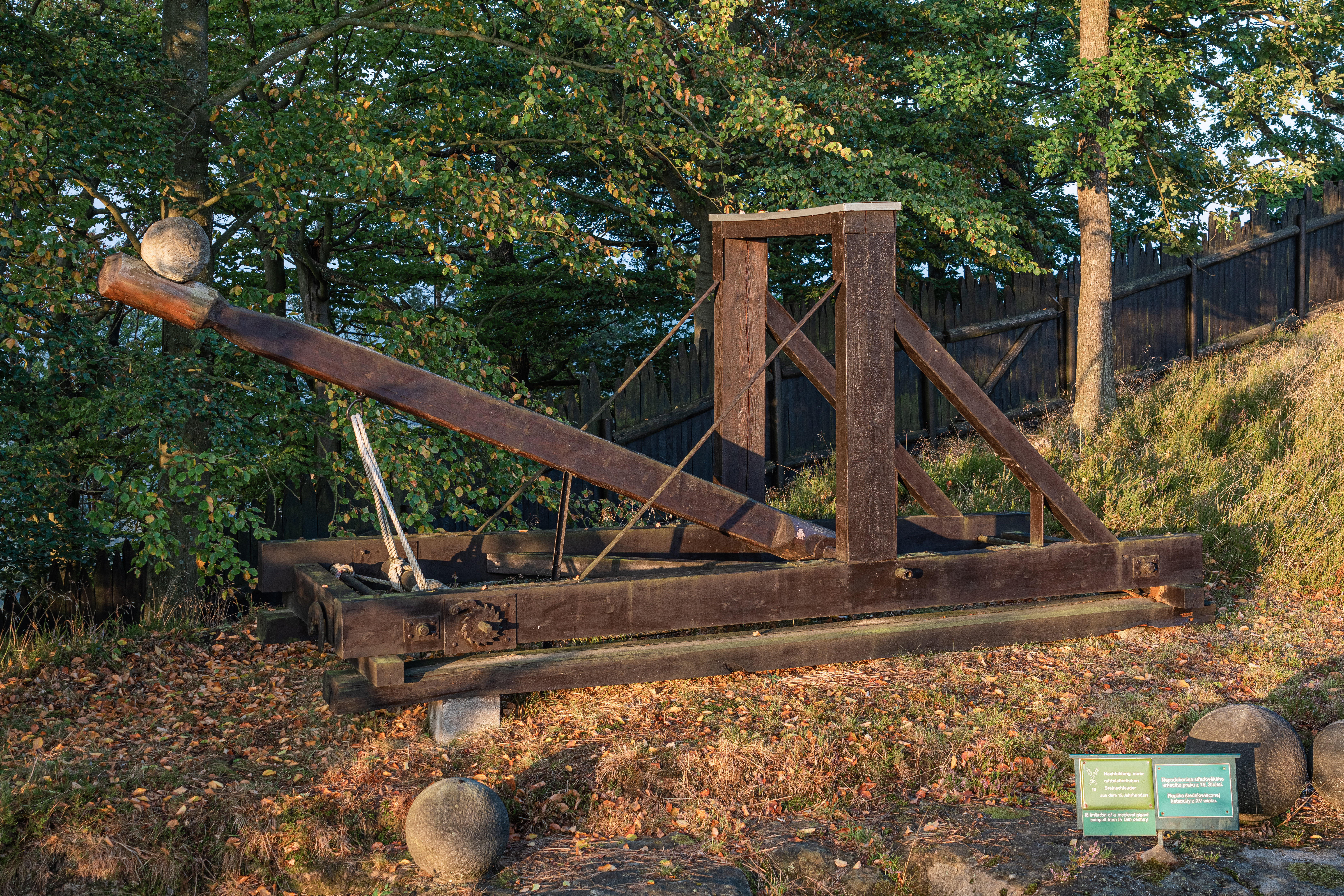
Mittelalterliche Steinschleuder in der Felsenburg Neurathen im Elbsandsteingebirge (Rekonstruktion)

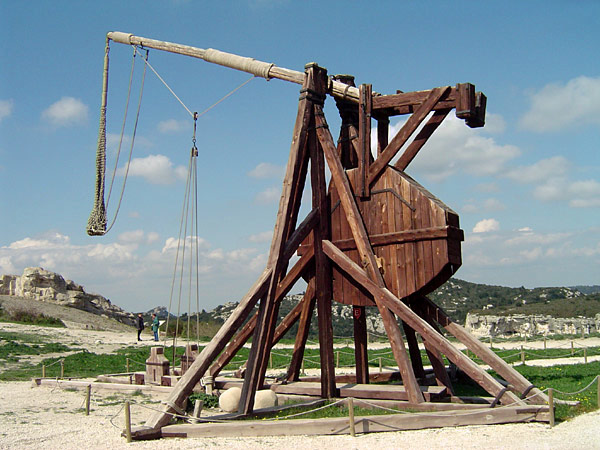
Blide mit beweglichem Gegengewicht im Château des Baux-de-Provence, Frankreich (Rekonstruktion)

Ein Katapult (altgriechisch καταπέλτης katapéltēs; von κατά- katá- „gegen, wider“ und πάλλειν pállein „schleudern“) ist eine Wurfmaschine, die durch Federkraft, Gravitationskraft oder durch Muskelkraft Geschosse wirft. Es ist eine Fernwaffe, welche mittels gespeicherter mechanischer Energie, also ohne Treibladung arbeitet.

## Geschichte

### Antike

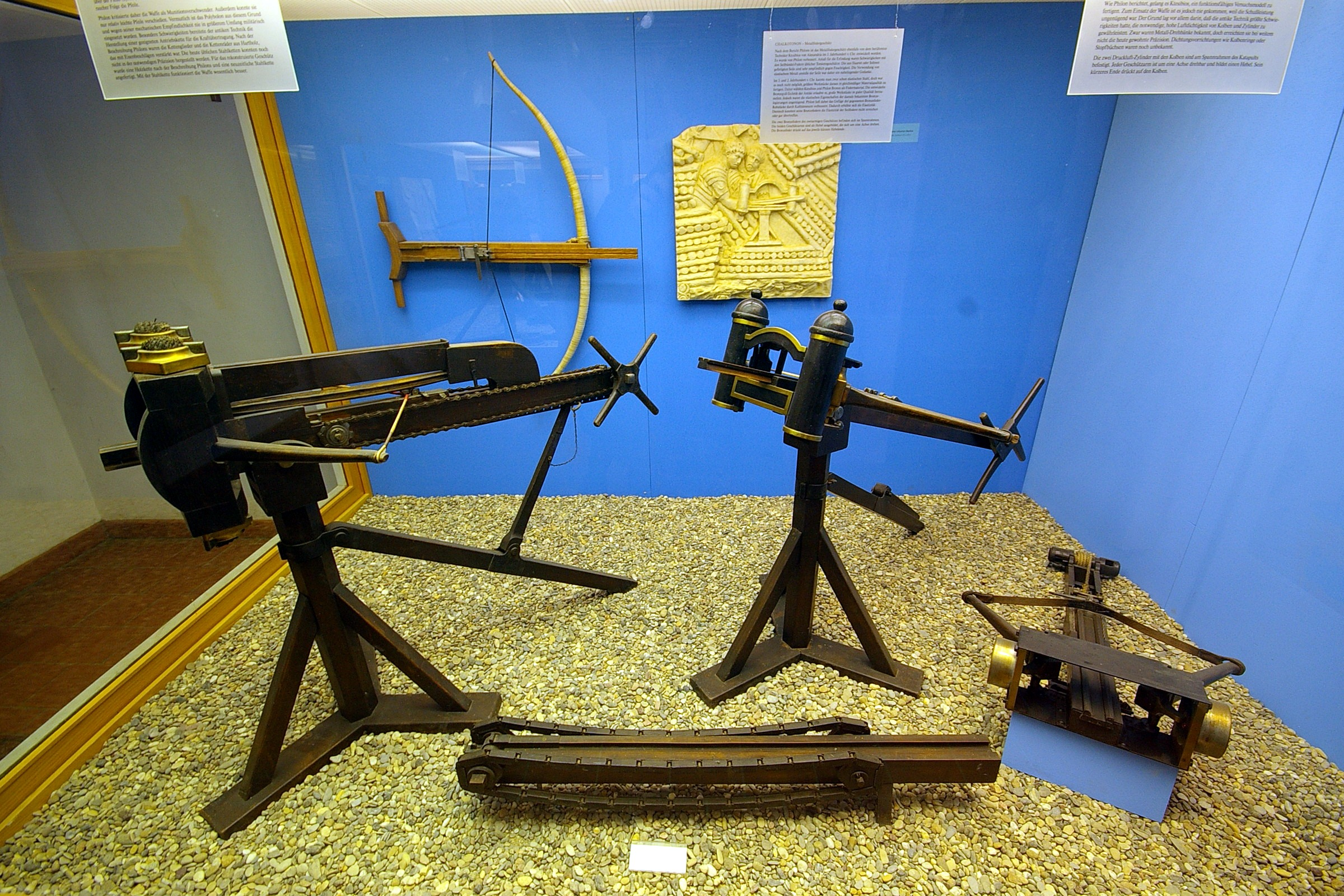
Mechanische Artillerie der Antike (Nachbauten): Katapulte, Repetierarmbrust, Gastraphetes

In der Wehrtechnik bezeichnet man mit dem Begriff „Katapult“ oder „Wurfschleuder“ seit dem Altertum gebaute Wurfmaschinen, die zunächst nur zum Abschießen von Steinen und Pfeilen genutzt wurden. Was unter den verschiedenen Formen wie „Ballista“ oder „Euthytonon“ genau verstanden wurde, ist in der Wissenschaft zum Teil umstritten.
Die Entstehung wird in Syrakus zur Zeit des Dionysios I. im 4. Jahrhundert v. Chr. vermutet. Eingesetzt wurden diese vorwiegend als Belagerungswaffe. Armeen führten meist keine oder nur wenige Katapulte mit sich, weil der Transport sehr aufwändig war und durch die breite Verfügbarkeit von Holz überall neue gebaut werden konnten. Als Antriebsmedium für diese auch als Onager bezeichneten Katapulte wurden meist unter Spannung stehende Materialien (Holz, Seil oder Sehnen) eingesetzt, die vorher durch die Arbeit des Bedienpersonals gespannt werden mussten.
Die erste schriftlich belegte Verwendung von Katapulten, zumindest in Südosteuropa, datiert auf das Jahr 335 v. u. Z. während der Belagerung und Schlacht bei Pelion im Süden Illyriens. Alexander der Große setzte sie gegen die Truppen der illyrischen Könige Glaukias und Kleitos ein.

### Mittelalter
Ende des 12. Jahrhunderts wurden in Italien Mangen (den antiken Ballisten entsprechend) verwendet. Laut dem Liber ad honorem von 1196 kamen sie in größerer Zahl bei der staufischen Eroberung Siziliens zum Einsatz. Sie wurden auch als Tarrant, Notstal, Springolf oder Selbschoß bezeichnet und üblicherweise von Mauleseln gezogen. Sie waren auch auf Stadtmauertürmen aufgestellt.
Ab dem frühen 13. Jahrhundert wurden sie durch die effizienteren und weitaus größeren Bliden ersetzt, vermutlich eine byzantinische Entwicklung, die von Kreuzfahrern und Arabern übernommen wurde. Neben Steinen und Pfeilen konnten Katapulte auch Brandgeschosse wie Falarika schleudern. Im Spätmittelalter wurden sehr große Bliden gebaut. Gelegentlich wurden Menschen, meist Gefangene, über Stadt- oder Festungsmauern katapultiert. Dies war einerseits eine Hinrichtungsmethode, meist sollte damit aber der Gegner hinter den Mauern demoralisiert werden. Nicht zuletzt war die Verwendung von Pestleichen oder anderweitig mit Krankheitserregern kontaminierten Menschen- oder Tierleichen als Geschosse eine frühe Form biologischer Kriegsführung, so zum Beispiel während der Belagerung von Kaffa durch die Tataren im 14. Jahrhundert.
Ein verbreitetes Katapult seit dem 11. Jahrhundert war die Zugblide (französisch pierrière). Sie war kleiner und leichter als die Blide ohne Gegengewicht. Der Wurfarm wurde mit Muskelkraft über Seile betätigt. Sie verschoss hauptsächlich Steinkugeln bis etwa 80 m mit einer Schussfolge bis zu 2/Minute und diente in erster Linie der Verteidigung, kam aber auch im Angriff zum Einsatz. Sie wurde oft von Frauen bedient. Ein berühmtes Opfer war Simon IV. de Montfort bei der Belagerung von Toulouse 1218.

### Neuzeit

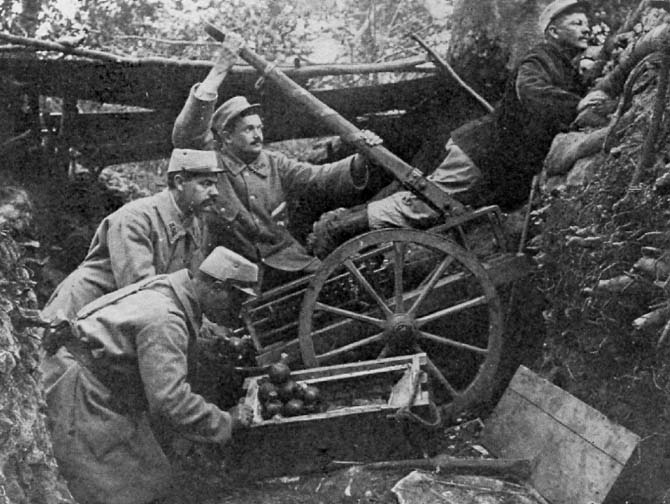
Französische Truppen nutzen im Ersten Weltkrieg ein Katapult zum Schleudern von Handgranaten

Durch den allgemeinen technischen Fortschritt wurden auch Katapulte mit Stahlfedern möglich. Es sind diverse Ausführungen bekannt, die allerdings keine besondere Verbreitung gefunden haben. Mit dem Beginn der Neuzeit wurden Katapulte weitgehend von treibmittelbetriebenen Geschützen verdrängt, die eine größere Reichweite und höhere Zielgenauigkeit ermöglichten.
Doch im Ersten Weltkrieg, als die Fronten unerwartet im Grabenkrieg erstarrten, wurden Katapulte wieder militärisch verwendet, um Handgranaten über das „Niemandsland“ in feindliche Schützengräben zu schleudern. Viele Katapulte wurden provisorisch von den Fronteinheiten gebaut, so in Österreich-Ungarn eine Wurfmaschine, bei der „[g]ewöhn liche Bierfässer […] mit Kies und Explosivstoffen gefüllt und gegen die feindlichen Schützengräben und Deckungen geschleudert“ wurden. Einige Modelle (z. B. Leach-Katapult) wurden auch im industriellen Maßstab gefertigt. Diese Wurfmaschinen wurden aber schnell durch moderne Mörser ersetzt.
Improvisierte Katapulte wurden auch im Zweiten Weltkrieg genutzt, um Handgranaten oder Brandsätze in Straßenkämpfen weit schleudern zu können.

## Bauformen

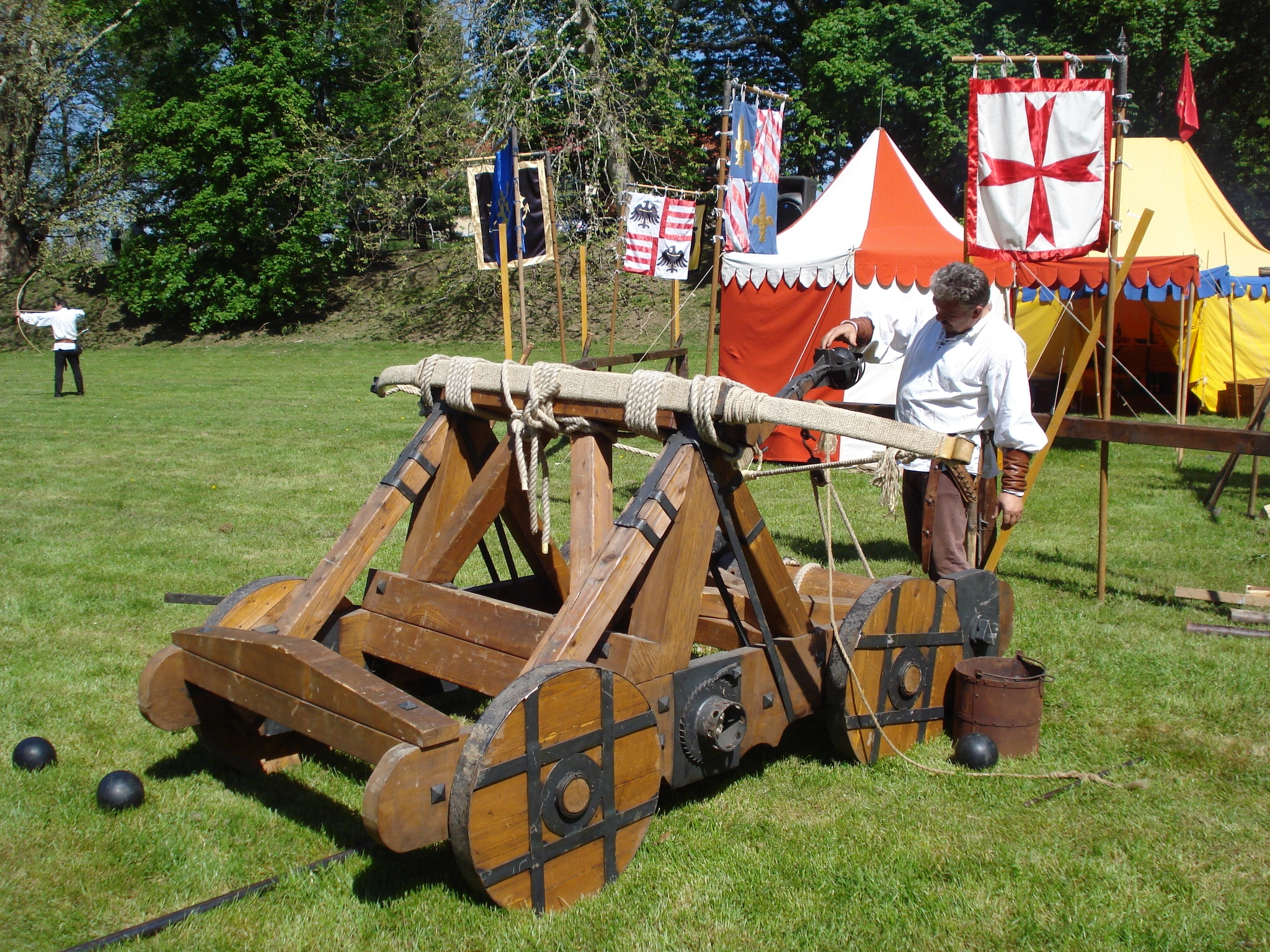
Kanonenkugel-Katapult bei einem Festspiel in Čakovec, Kroatien

Die Bezeichnungen der verschiedenen Bauformen der Katapulte sind nicht einheitlich. Sie variieren stark von der Epoche und der damals vorherrschenden Sprache.
Grundsätzlich wurden zwei Prinzipien, die Federkraft und die Zugkraft, eingesetzt. Das Ziel war es, dem Geschoss eine möglichst hohe kinetische Energie mit auf den Weg zu geben und das Ziel möglichst genau zu treffen. Bei Katapulten mit einem Hebelarm befand sich am Ende des Hebelarms zusätzlich ein Schleuderseil, welches ähnlich einer Schleuder wirkte. Als Alternative hierzu gab es auch Katapulte mit einer Schale oder Korb für das Geschoss am Ende des Hebelarms.

### Federkraft
Die Federkraft war für leichte und mittlere Katapulte das geeignete Prinzip. Die Kraft wurde von einer Blattfeder oder einer Torsionsfeder (Torsionsgeschütz) erzeugt. Um eine größere Energie zu speichern, wurden diese zum Teil auch gleichzeitig genutzt.
- Einarmiges Torsionskatapult (horizontal), genannt Onager und Mangonel
- Zweiarmiges Torsionskatapult (vertikal), genannt Balliste bzw. Skorpion, Euthytonon (Speerschleuder), Palintona und Cheiroballistra bzw. Manuballista
- Einarmige Blattfeder (horizontal)
- Zweiarmige Blattfeder (vertikal), genannt Bogenkatapult
- Mehrere zweiarmige Blattfedern in Reihe
- Mischformen zwischen Torsions- und Blattfeder

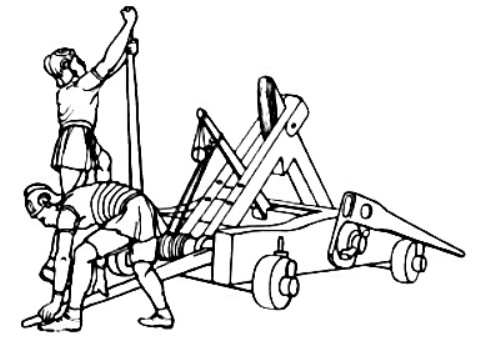
Einarmiges Torsionskatapult
Zweiarmiges Torsionskatapult
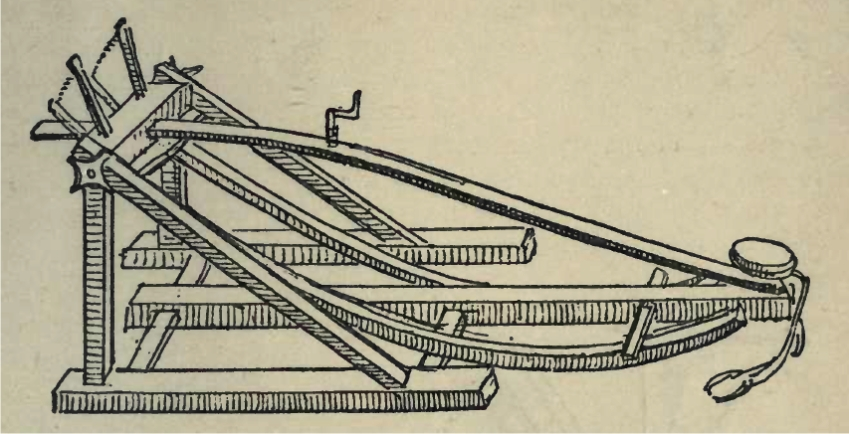
Einarmiges Blattfederkatapult
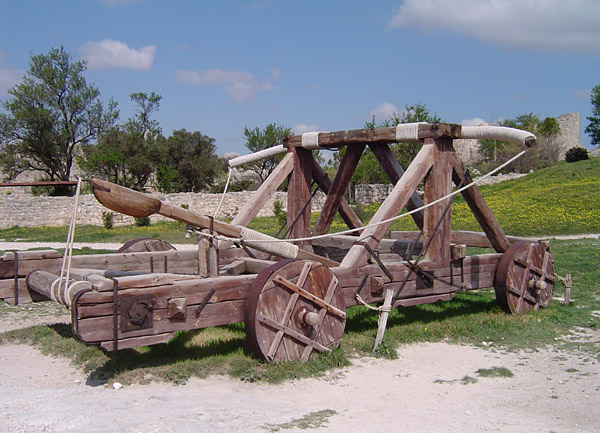
Zweiarmiges Blattfederkatapult
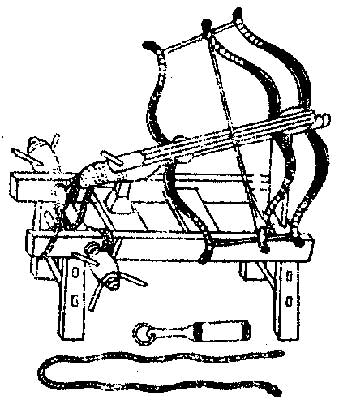
Mehrere zweiarmige Blattfederkatapulte in Reihe
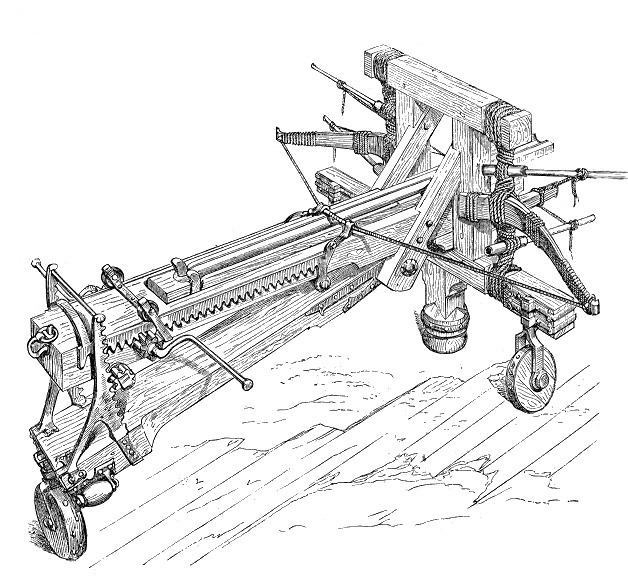
Zweiarmige Torsions- und Blattfederkatapulte

### Zugkraft
Mittlere und große Katapulte verwendeten die Zugkraft eines Gegengewichts, erzeugt durch die Schwerkraft. Bei kleineren Modellen wurde auch die Zugkraft von Menschen eingesetzt. Bei der Blide bzw. Trebuchet befand sich am Ende des Hebelarms zusätzlich ein Schleuderseil.

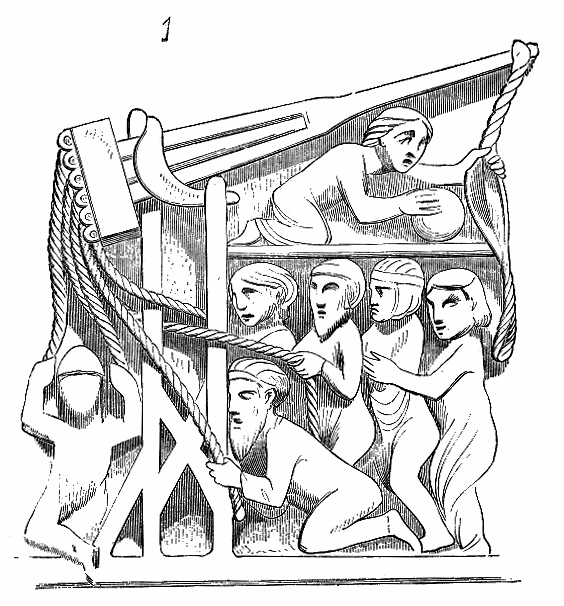
Zugblide mit Schleuderseil
Gegengewicht mit Schleuderseil
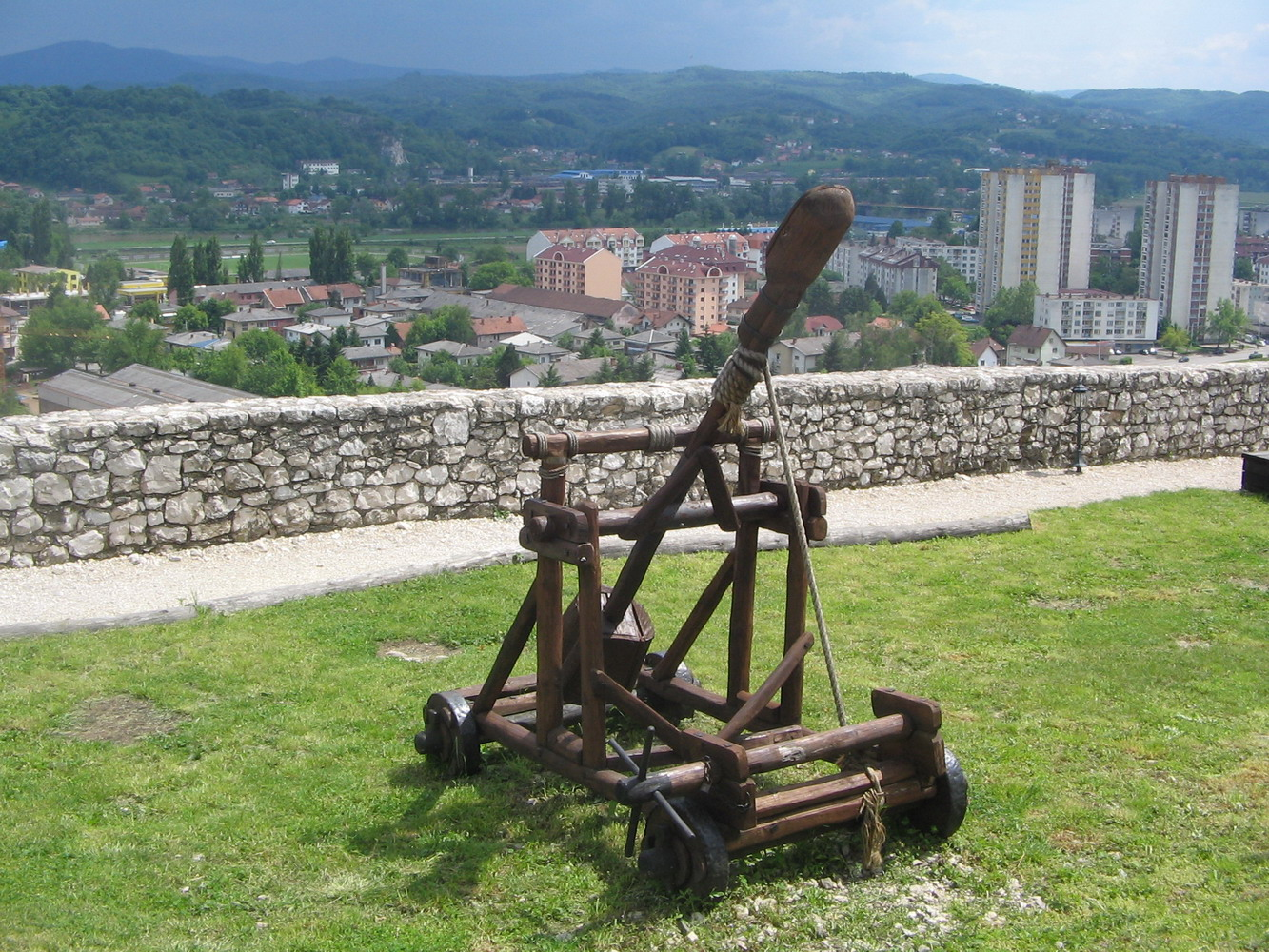
Gegengewicht ohne Schleuderseil